# Nelly Kaprièlian
Nelly Kaprièlian est une critique littéraire française. Elle écrit pour Les Inrockuptibles et participe à l'équipe livre de l'émission radio Le Masque et la Plume.

## Biographie
Nelly Kaprièlian est issue d'une famille arménienne arrivée en France à la suite du génocide perpétré en Turquie en 1915-1916.
Elle devient critique littéraire à la fin des années 1990 en collaborant au journal Les Inrockuptibles – dont elle devient responsable des pages littéraires – puis au magazine Vogue Paris. Elle intègre en mars 2007 l'équipe livre de l'émission de radio Le Masque et la Plume sur France Inter.
En 2008, elle réalise avec Sylvain Bergère un documentaire consacré à la nouvelle génération d'écrivains américains de New York. Intitulé Romans Made in New York, il est diffusé sur Arte le 15 janvier 2009. 
En 2012, lors de la vente aux enchères à Los Angeles de la garde-robe de l'actrice Greta Garbo, elle acquiert un manteau de la star, qui sera à l'origine de l'écriture de son premier livre, tout à la fois roman-essai-autobiographie, Le Manteau de Greta Garbo,,.
En 2016, elle participe à l'opération de « marketing de contenu » par laquelle Gallimard s'associe à la maison Dior pour célébrer le sac Lady, emblématique de cette dernière marque, ce que lui reproche Mediapart.
Durant l'été 2017, elle anime sur France Inter l'émission culturelle quotidienne Le Mag de l'été.

## Publications
- Le Manteau de Greta Garbo, éditions Grasset & Fasquelle, 2014, 288 p.  (ISBN 978-2-246-85233-9)
- Veronica, éditions Grasset & Fasquelle, 2016, 288 p.  (ISBN 978-2-246-85864-5)